# Zypernsteinschmätzer
Der Zypernsteinschmätzer (Oenanthe cypriaca) ist eine Vogelart aus der Unterfamilie der Schmätzer (Saxicolinae) innerhalb der Familie der Fliegenschnäpper (Muscicapidae). Er brütet endemisch auf Zypern und überwintert in Nordostafrika, wobei er als nicht gefährdet gilt. Früher wurde er als Unterart des Nonnensteinschmätzers angesehen, dem er in vielerlei Hinsicht ähnelt.

## Merkmale

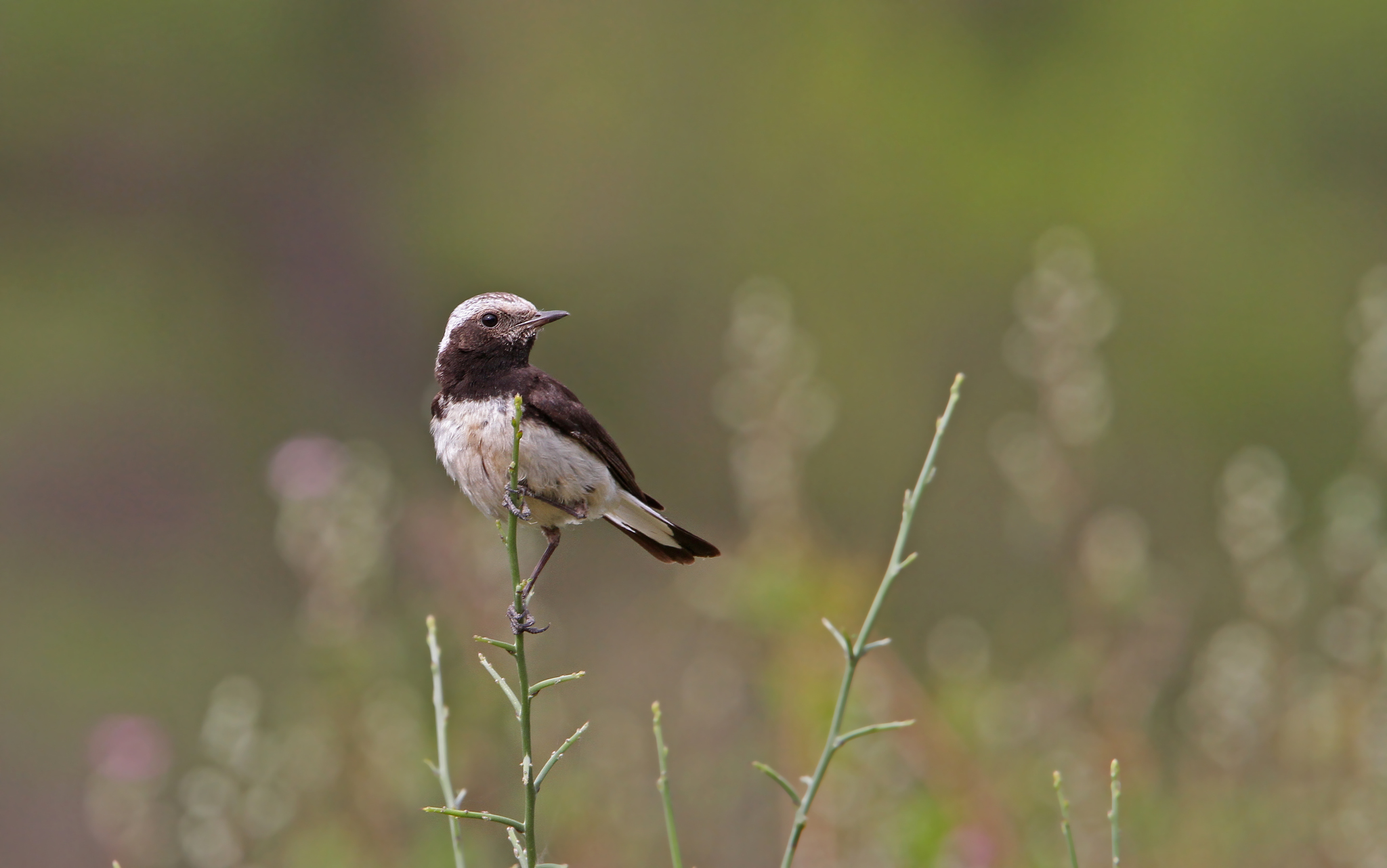
Adulter Zypernsteinschmätzer nahe Mandria (Bezirk Limassol), Zypern (Mai 2018)

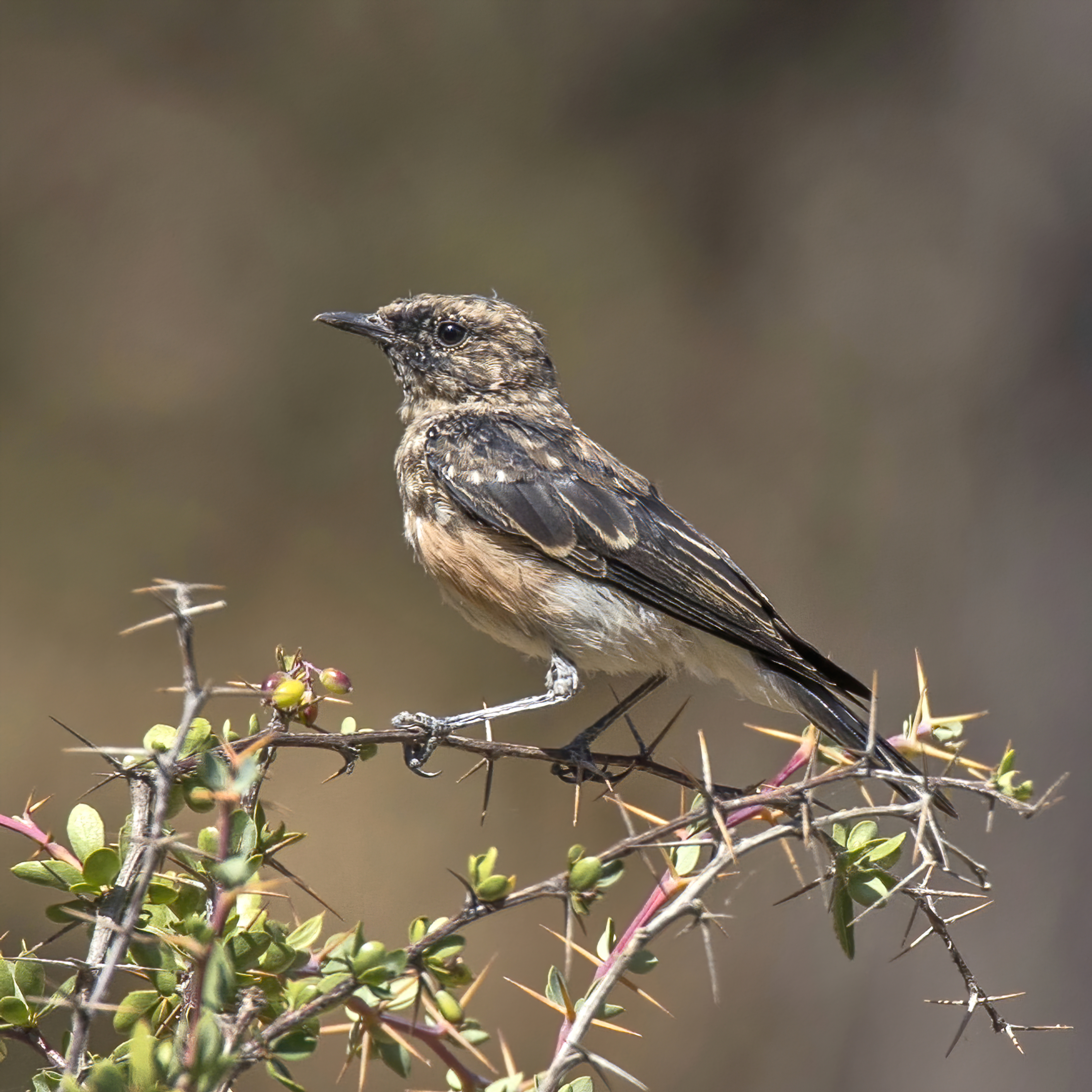
Juveniler Zypernsteinschmätzer im Jugendkleid nahe Kalopanagiotis, Zypern (August 2021)

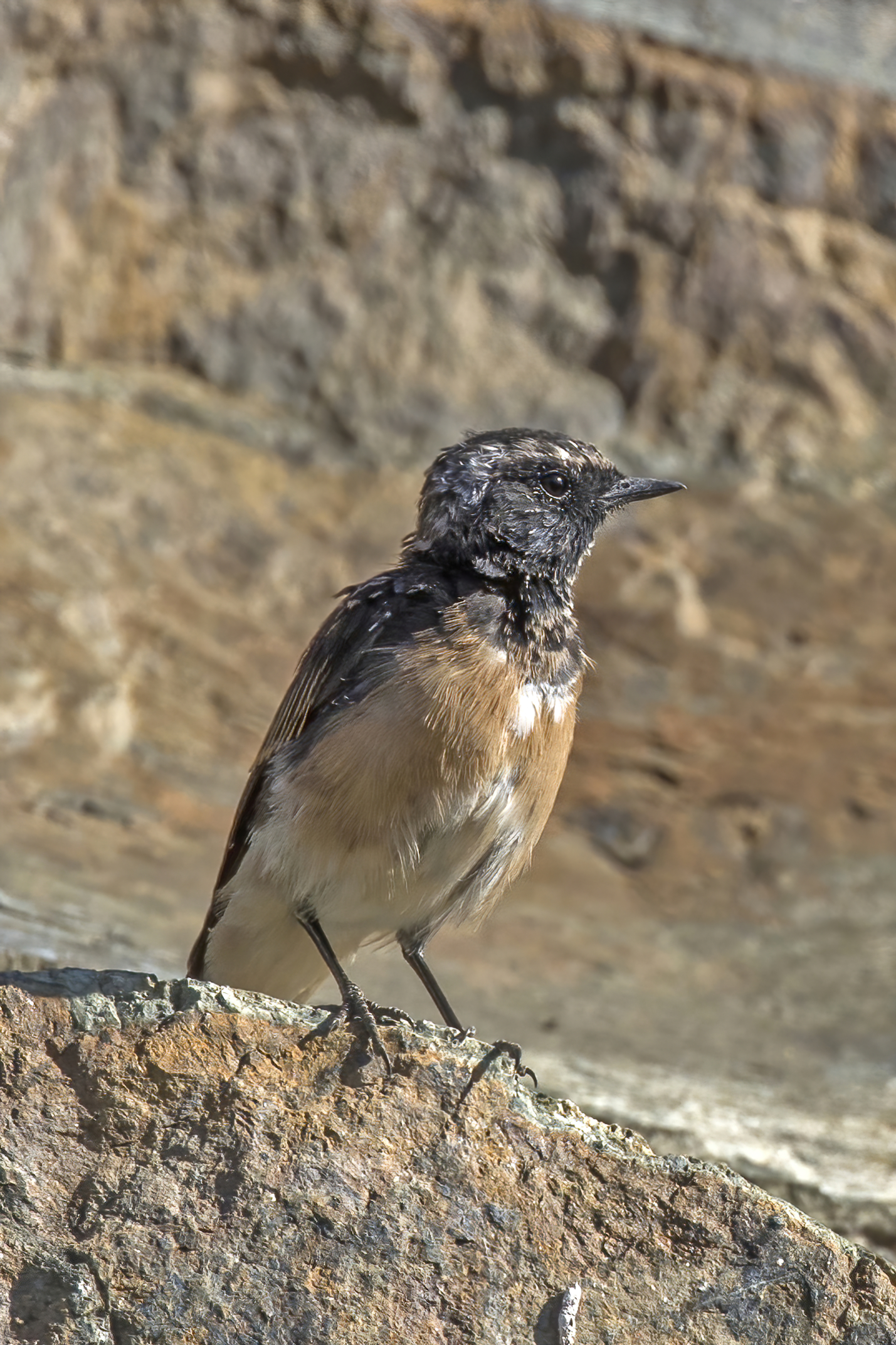
Immaturer Zypernsteinschmätzer im erstjährigen Kleid nahe Kalopanayiotis, Zypern (August 2021)

### Beschreibung
Der Zypernsteinschmätzer ist ein aktiver, auffälliger und in der Brutzeit oft zutraulicher Vogel, der mit einer Länge von 13 bis 15 cm und einem Gewicht der Männchen von durchschnittlich 15,6 g zu den kleineren Steinschmätzern zählt. Er hat einen relativ schlanken und kompakten Körperbau und einen schwach ausgeprägten Sexualdimorphismus.
Altvögel mausern zweimal jährlich: Nach der Brutzeit durchlaufen sie eine Vollmauser von Ende Juni oder Anfang Juli bis September sowie vor der Brutzeit eine Teilmauser von Dezember bis Februar, die die Zügel, Ohrdecken, Kehle und obere Brust betrifft. Jungvögel mausern von Ende Juni bis August vom Jugendkleid in das erstjährige Kleid, wobei es sich um eine Teilmauser handelt, die die Kopf- und Körperfedern, die Armdecken und einige bis alle Handdecken umfasst, manchmal auch einen Teil der Schirmfedern oder alle. Das erstjährige Kleid wird ein Jahr bis zur Vollmauser in das adulte Kleid getragen.
Unabhängig vom Geschlecht haben adulte Zypernsteinschmätzer im frischen Herbstgefieder einen dunkel- oder schwärzlichbraunen Scheitel und Nacken mit kleinen weißen Punkten, wobei jene durch die Gefiederabnutzung im Laufe der Zeit immer heller werden und im Frühjahr und Sommer zumindest bei männlichen Vögeln ganz weiß werden. Adulte Männchen verfügen über teilweise leicht glänzende, schwarze Zügel, Gesicht und Kehle, mittlere obere Brust, Schultern, Mantel, Rücken, mittlere Schwanzfedern, Schwanzendbinde sowie Flügel. Dabei weisen die Federn der Flügeldecken im frischen Herbstgefieder dünne blasse Säume oder Spitzen auf. Im Gegensatz zu diesen dunklen Körperteilen sind Bürzel, Oberschwanzdecken und die Seiten der Schwanzbasis weiß. Die Unterseite zwischen Brust und Unterschwanzdecken ist im frischen Gefieder zimtbraun oder orangerötlich getönt und verblasst im Frühling und Sommer ins Pfirsichfarbene oder ganz Weiße.
Adulte Weibchen ähneln sehr den Männchen und sind im Spätsommer oft nicht unterscheidbar. Jedoch haben sie im frischen Gefieder eine rußige, bräunlichere Oberseitenfärbung sowie im abgenutzten Frühjahrs- und Sommergefieder nur an den Scheitelseiten und am unteren Nacken eine weißliche Färbung, die sich bei den Männchen auch auf den Oberscheitel erstreckt, während der Scheitel der Weibchen meist braune Federspitzen beibehält. Des Weiteren ist die Unterseite der Weibchen im frischen Gefieder manchmal dunkler zimtbraun.
Juvenile Vögel im Jugendkleid sind an einem Großteil des Körpers mit hellen Punkten oder Streifen übersät. Sie haben am Kopf und auf der Oberseite eine dunkelgraubraune bis schwärzlichbraune Färbung mit blassen, gelblich- oder rötlichbraunen Federzentren. Die Schwingen, die Flügeldecken und der Schwanz haben blasse Federsäume oder -spitzen, wodurch beim sitzenden Vogel zwei helle Flügelfelder entstehen. Außerdem erstreckt sich ein blassbrauner oder weißlicher Überaugenstreif hinter dem Auge bis zu den Nackenseiten. Das Gesicht und die vordere Unterseite sind rotbraun mit blassbraunen oder dunkelgrauen Federrändern, die auf der Brust und den oberen Flanken undeutliche gebogene Streifen erzeugen. Dahinter ist die restliche Unterseite von weißer Farbe.
Immature Männchen im erstjährigen Kleid haben im Gegensatz zu adulten Männchen breite, blass rotbraune Federsäume oder -spitzen auf dem Mantel und den Flügeldecken. Außerdem sind Gesicht, Kehle und obere Brust zunächst mit braunen und weißen Flecken versehen, was im Mai oder Juni in eine rußigbraune oder fast schwarze Färbung übergeht. Jedoch wird nicht die tiefschwarze Färbung adulter Männchen erreicht. Im Frühjahr und Sommer kann man junge Männchen überdies auch an den blassen Federsäumen der Handdecken erkennen, die bei adulten Männchen normalerweise nicht vorhanden sind. Ferner sind vor allem im Herbst manchmal Kontraste zwischen neu gemauserten und noch vom Jugendkleid zurückgebliebenen Handschwingen, Handdecken, Schirmfedern und Federn der Alula vorhanden, die bei adulten Männchen nicht auftreten.
Immature Weibchen ähneln adulten Weibchen sehr, haben aber eine dunkelgraubraunere Scheitelfärbung, einen undeutlicheren Überaugenstreif, eine verwaschenere Nackenfärbung und eine blassere Unterseite. Von gleichaltrigen Männchen lassen sie sich durch eine einfarbiger stumpfbräunliche Oberseite mit olivgrünlich-grauem Anflug abgrenzen.

### Abgrenzung vom Nonnensteinschmätzer
Die Unterscheidung vom Nonnensteinschmätzer, mit dem der Zypernsteinschmätzer früher als konspezifisch angesehen wurde, anhand des Aussehens gestaltet sich häufig sehr schwierig. In der Brutzeit sind daher auch Gesang und Verhalten zu berücksichtigen. Allgemeine Kennzeichen des Zypernsteinschmätzers im Vergleich zum Nonnensteinschmätzer sind seine geringere Größe, der dünnere und kürzere Schnabel sowie die kürzere Handschwingenprojektion, resultierend aus einer geringeren Flügel- und Schwanzlänge mit einer runderen Flügelspitze. Gefiedermerkmale, die die beiden Arten unterscheiden, umfassen die dunklere Grundfärbung des Zypernsteinschmätzers, insbesondere auf der Oberseite, dessen durchschnittlich kleinerer weißer Bürzelfleck und sein meist breiteres schwarzes Schwanzband, auch wenn bei beiden Arten Weibchen und Jungvögel einen kleineren weißen Bürzelfleck und ein breiteres Schwanzband als Männchen haben. Außerdem ist die Schwarzfärbung der oberen Brust beim Zypernsteinschmätzer etwa ausgeprägter und an der Schwanzspitze befindet sich mehr Schwarz, sodass die weiße Färbung fast nie die Schwanzspitze erreicht.
Neben den bereits genannten Merkmalen unterscheiden sich im Sommer adulte Zypernsteinschmätzer von adulten männlichen Nonnensteinschmätzern durch die dunklere Orange- oder Zimtfärbung der Unterseite, die bei letzterem meist ganz weiß ist, und sofern vorhanden durch einzelne dunkle Scheitelfedern, die zu dieser Jahreszeit bei letzterem nie auftreten. Von adulten Weibchen des Nonnensteinschmätzers fällt die Abgrenzung im Sommer deutlich leichter, da diese aufgrund eines stärker ausgeprägten Sexualdimorphismus  eintönig braun und damit nicht wie die Männchen kontrastreich schwarz und weiß gefärbt sind. Im Herbst und Winter haben adulte Zypernsteinschmätzer einen dunkleren, schwarzen statt trübbraunen Scheitel und Oberseite sowie eine reiner schwarze Kehle als adulte Nonnensteinschmätzer. Zypernsteinschmätzer im erstjährigen Kleid unterscheiden sich von entsprechenden Nonnensteinschmätzern ebenfalls durch eine dunklere Färbung insbesondere der Oberseite ohne blasse Federsäume sowie durch die allgemeinen zuvor genannten Unterscheidungskennzeichen, hier bestehen jedoch in vielen Fällen Überschneidungen und damit Verwechslungsgefahren, die auch durch genaues Studieren aller Merkmale nicht immer beseitigt werden können.

## Stimme
Der Gesang des Zypernsteinschmätzers ist eine gleichmäßige Reihung von lauten, heiseren und surrenden Tönen („zee-zee-zee-zee-…“ oder „bizz-bizz-bizz-bizz-…“), die durchschnittlich acht Sekunden, seltener bis zu einer Minute andauert und häufig mit einigen hohen, langgezogenen und rauen Tönen endet, wobei ihr Klang an Heuschrecken oder Zikaden erinnert. Der Gesang enthält keine Imitationen anderer Arten. Innerhalb der Gattung der Steinschmätzer ist er aufgrund der Eintönigkeit, der fehlenden Deutlichkeit und des Fehlens von trillernden Elementen einzigartig. Er wird von den Männchen benachbarter Reviere gleichzeitig zwischen März und Juli vorwiegend am frühen Morgen (bis zu einer Stunde vor Sonnenaufgang), seltener auch tagsüber vorgetragen. Dabei sitzen sie auf einer meist mehrere Meter erhöhten Sitzwarte wie Busch- oder Baumspitzen, Felsen, Leitungen, Laternen, Masten oder Antennen. In Ausnahmefällen singen sie auch im Flug. Deutlich seltener als die Männchen singen auch die Weibchen, allerdings fast nur im April kurz nach der Ankunft in den Brutgebieten. Dies dient vermutlich der Partnerfindung und Revierverteidigung.
Die häufigsten Rufe des Zypernsteinschmätzers sind ein trockenes „chack“, ein zischendes „brzü“ und ein schrilles, pfeifendes „djui“, das eine andere Tonhöhe als der entsprechende Ruf des Nonnensteinschmätzers aufweist. Der Alarmruf ist ein kratzendes „zack“ oder „dsed-dsed“.

## Verbreitung und Wanderungen
Der Zypernsteinschmätzer brütet auf Zypern fast überall häufig, wenngleich er in einigen Gebieten trotz geeigneter Habitate fehlt, beispielsweise an der Küste in der Umgebung von Ferienorten. Größtenteils ist er dort ein reiner Sommervogel, der als Kurz- oder Mittelstreckenzieher in Nordostafrika überwintert, allerdings kommt es zunehmend auch zu einzelnen Winternachweisen auf Zypern, sodass dort gelegentliche (Teil-)Überwinterungen zu vermuten sind.
Auf dem Herbstzug verlassen Zypernsteinschmätzer die Insel meist bis Mitte Oktober, manchmal auch erst Mitte November. In Israel ziehen sie von Ende September bis Ende November durch, in Ägypten von Mitte Oktober bis Anfang November. Außerdem sind sie auf dem Zug selten an der saudi-arabischen Küste des Roten Meeres zu beobachten. Durchziehende Trupps können auf dem Herbstzug bis zu 40 Vögel umfassen. Die Überwinterungsgebiete, in denen der Zypernsteinschmätzer einzelgängerisch lebt, sind nicht vollständig bekannt, jedoch liegen sie wohl hauptsächlich im Nordsudan, im östlichen Zentraltschad und in Zentral- und Südäthiopien. Eine kleinere Anzahl überwintert vermutlich in Südägypten. Im Tschad wurde die Art zwischen November und März beobachtet, in Äthiopien gibt es unbestätigte Nachweise zwischen Mitte Oktober und Ende März.
Der Frühjahrszug, bei dem teils bis zu 30 Vögel gleichzeitig beobachtet werden können, dauert in Ägypten von Mitte März bis Mitte April. In Israel und Syrien, wo der Durchzug von Mitte Februar bis Mitte April stattfindet, sowie in Jordanien, wo zwischen Mitte März und Mitte April Nachweise vorliegen, ist der Vogel ein spärlicher, aber regelmäßiger Frühjahrsgast. Der Zypernsteinschmätzer erreicht seine Brutgebiete zwischen Mitte März und Ende April, wobei die Männchen durchschnittlich acht Tage vor den Weibchen eintreffen. Im Frühjahr tritt die Art auch selten in der Südtürkei, hauptsächlich zwischen dem Göksudelta und der Çukurova, auf. Diese Nachweise, die vorwiegend zwischen Mitte März und Mitte April erbracht wurden, betreffen Vögel, die auf dem Zug über ihr Ziel – die Insel Zypern – hinausgeschossen sind.
Als Irrgast wurde die Art im Mai 1867 auf Helgoland (der Balg wurde erst nachträglich als Zypernsteinschmätzer bestimmt), viermal zwischen 1995 und 2005 im Libanon, im März 2004 im Oman und im November 2004 in Tansania nachgewiesen.

## Lebensraum
Als Bruthabitate werden unterschiedliche natürliche sowie menschlich beeinflusste Lebensräume genutzt. Dazu gehören niedrig mit Gras oder Gestrüpp bewachsene oder karge, felsige Hänge mit vereinzelten Bäumen, Klippen, Rodungen, Randbereiche von Bergkiefernwäldern, mit Felsblöcken bedeckte Strände, aber auch Ränder von Äckern, Plantagen, Obst- und Weingärten sowie Siedlungsbereiche. Dabei kommen sie von Meereshöhe bis in 1800 m vor, vereinzelt auch höher. Aufgrund seiner Habitatansprüche und seines Verhalten wird vermutet, dass der Zypernsteinschmätzer die ökologische Nische einnimmt, die anderswo vom auf Zypern nur als Durchzügler auftretenden Gartenrotschwanz besetzt wird.
Außerhalb der Brutgebiete, also auf dem Durchzug und in den Winterquartieren, bewohnen Zypernsteinschmätzer niedrig gelegene Halbwüsten mit Gestrüpp und vereinzelten Büschen, wobei ziehende Vögel häufig auf Landzungen anzutreffen sind.

## Ernährung
Der Zypernsteinschmätzer ernährt sich hauptsächlich von Insekten und deren Larven wie beispielsweise Ameisen, Käfer, Heuschrecken, Fangschrecken und Schmetterlinge. Außerdem wurde er schon beim Verzehr von Beeren und einer kleinen Eidechse beobachtet. Die Nahrungssuche erfolgt meist durch Lauerjagd von einem niedrigen oder mittelhohen Ansitz, von dem aus sich der Vogel beim Erspähen eines Beutetiers auf den Boden stürzt und nach dessen Fang auf den Ansitz zurückkehrt. Vor allem Männchen ergreifen fliegende Insekten auch durch kurze Jagdflüge. Eine weitere häufige Jagdmethode ist das schnelle Herumrennen oder -hüpfen auf dem Boden, wobei Beutetiere mit dem Schnabel gepackt werden.

## Fortpflanzung

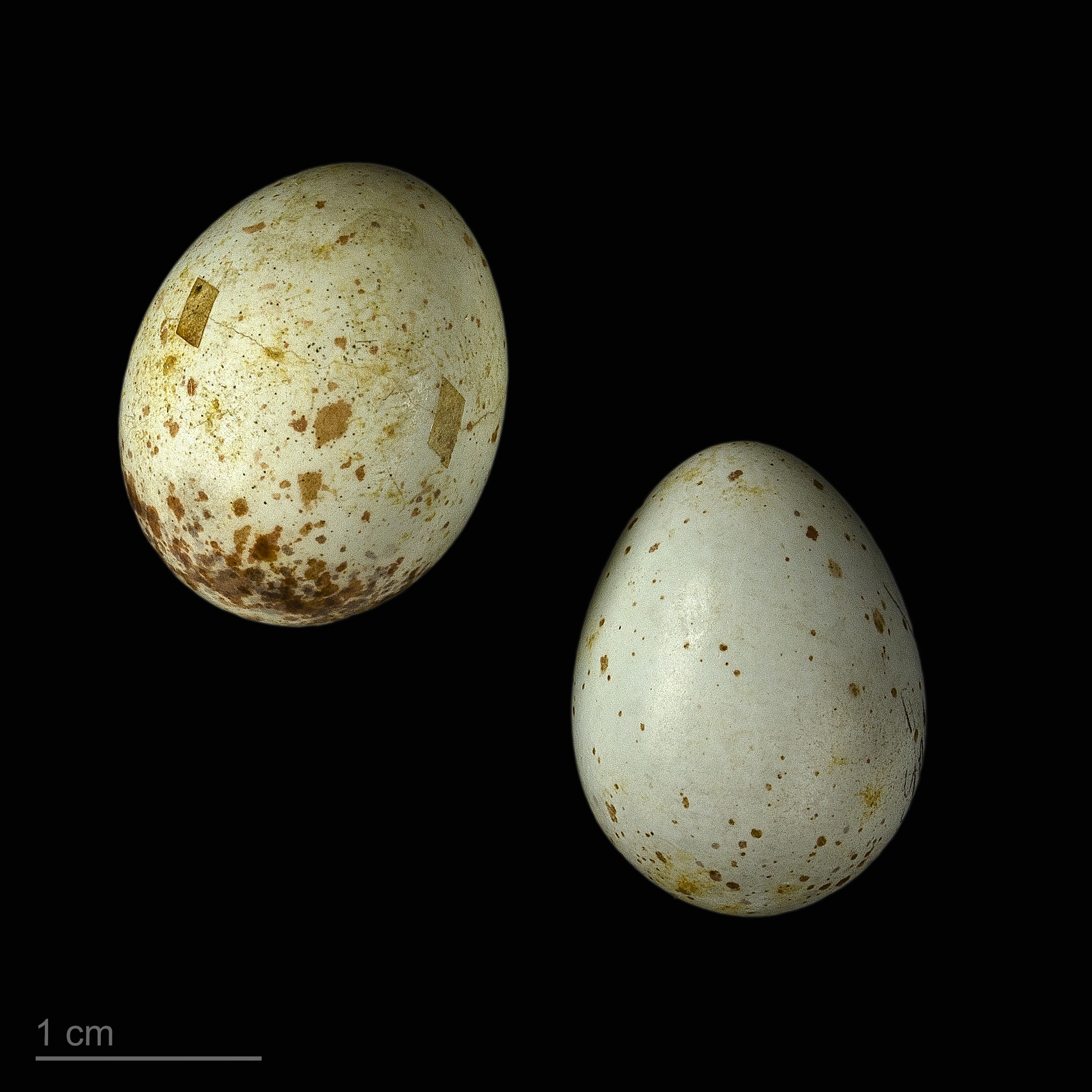
Eier des Zypernsteinschmätzers

Das Fortpflanzungsverhalten des Zypernsteinschmätzers ähnelt dem des Nonnensteinschmätzers. Wie dieser ist er monogam und territorial, wobei die Reviere der Männchen 0,5 bis 3,3 Hektar groß sind und vehement verteidigt werden. Bei der Balz singt das Männchen anhaltend und umkreist dabei wild das Weibchen. Die Brutzeit dauert von März bis Anfang Juli, in seltenen Fällen bis Ende August oder sogar Ende September. Meist gibt es nur eine Jahresbrut, vereinzelt auch eine zweite Brut. Das Nest ist ein klotziger Becher aus lockerem Gras und Pflanzenfasern, das in einem Loch in einer Böschung oder Mauer, unter Baumwurzeln, in Höhlen oder in Minenschächten errichtet wird. Der Zypernsteinschmätzer nimmt auch künstliche Brutplätze wie Nistkästen, Blumentöpfe oder Bretterschuppen an. Es wurden sogar Bruten in an Wäscheleinen hängenden Beuteln nachgewiesen. Ein Gelege besteht aus vier bis fünf blassblauen Eiern mit kleinen rötlichbraunen Punkten, die 13 bis 14 Tage lang vermutlich von beiden Geschlechtern ausgebrütet werden. Nach dem Schlüpfen der Jungtiere dauert es 13 bis 15 Tage, bis diese flügge werden. Ab Ende Mai können Zypernsteinschmätzer in Familiengruppen angetroffen werden.
Der Zypernsteinschmätzer ist als Wirtsvogel des brutparasitären Kuckucks bekannt.

## Systematik und Taxonomie
Die Art wurde im Jahr 1884 von Eugen Ferdinand von Homeyer anhand von vier auf Zypern gesammelten Bälgern als Saxicola cypriaca wissenschaftlich erstbeschrieben, wurde also zu den Wiesenschmätzern gezählt. Das Artepitheton kommt von lateinisch Cypriacus, was „zyprisch“ oder „von Zypern“ bedeutet. Später wurde der Zypernsteinschmätzer als Unterart des Nonnensteinschmätzers betrachtet, also als Oenanthe pleschanka cypriaca. Im Jahr 1982 wurde von Ronald Sluys und Martin van den Berg die Erhebung in den Artstatus vorgeschlagen, nachdem sie deutliche Unterschiede zur Nominatform des Nonnensteinschmätzers bei einigen Körpermaßen, beim Sexualdimorphismus und bei den Stimmäußerungen festgestellt hatten. Heute wird der Zypernsteinschmätzer allgemein als eigene Art anerkannt.
Analysen der mitochondrialen DNA ergaben 2010, dass der Zypernsteinschmätzer zusammen mit dem Nonnen- und dem Mittelmeer-Steinschmätzer (inzwischen in Mauren- und Balkansteinschmätzer aufgeteilt) eine Superspezies bildet und die drei Arten Schwestertaxa darstellen. 2012 kam eine weitere mtDNA-Untersuchung zu dem Schluss, dass der Zypernsteinschmätzer aufgrund seiner großen genetischen Ähnlichkeit zu den anderen beiden Arten entweder erst kürzlich vom Nonnensteinschmätzer divergiert ist und nur morphologisch deutliche Hinweise auf einen Artstatus vorliegen oder dass die genetischen Unterschiede zwischen den drei Arten durch ständige Hybridisierung verwischen, wobei für letztere Theorie Hinweise auf Genfluss zwischen dem Zypernsteinschmätzer und dem Maurensteinschmätzer ssp. melanoleuca (heute Balkansteinschmätzer) sprechen.
Der Zypernsteinschmätzer gilt als monotypisch, da keine Unterarten bekannt sind.

## Gefährdungssituation und Bestand
Die Art wird in der Roten Liste der IUCN als nicht gefährdet (Least Concern) und der Bestandstrend als stabil eingestuft.
Zur Größe des Bestands gibt es jedoch teils sehr widersprüchliche Schätzungen. Während man Mitte der 1990er Jahre von 3000 bis 7000 Brutpaaren ausging, wurde die Population im Jahr 2000 von BirdLife International auf 90.000 bis 180.000 Brutpaare geschätzt. Hingegen ergab eine zwischen 2001 und 2004 durchgeführte Transekt-Bestandserhebung einen Brutbestand von 17.500 bis 22.100 Brutpaaren. 2016 schätzte BirdLife International erneut die Populationsgröße und kam dieses Mal auf 40.000 bis 100.000 Brutpaare beziehungsweise 80.000 bis 200.000 adulte Individuen, was von der IUCN in der Roten Liste in der Version von 2019 übernommen wurde. Als Bedrohungen für den Zypernsteinschmätzer sind der Fang mithilfe von Leimruten und Japannetzen und der Abschuss in den Durchzugsgebieten bekannt.